# Phrantela richardsoni
Phrantela richardsoni é uma espécie de gastrópode  da família Hydrobiidae.
É endémica da Austrália.